# Чолово (Куявсько-Поморське воєводство)
Чолово (пол. Czołowo) — село в Польщі, у гміні Радзеюв Радзейовського повіту Куявсько-Поморського воєводства.
Населення — 441 особа (2011).
У 1975-1998 роках село належало до Влоцлавського воєводства.

## Демографія
Демографічна структура станом на 31 березня 2011 року:
|          | Загалом | Допрацездатний вік | Працездатний вік | Постпрацездатний вік |
| -------- | ------- | ------------------ | ---------------- | -------------------- |
| Чоловіки | 218     | 40                 | 151              | 27                   |
| Жінки    | 223     | 42                 | 132              | 49                   |
| Разом    | 441     | 82                 | 283              | 76                   |